# Гімни спірних сепаратиських територіальних формувань
| Територіальне формування (де-факто)                                                                       | Країна, регіон (де-юре) | Назва | Затвердження (де-факто)                    | Слова                                         | Мелодія                                                                    | Музичний приклад    |
| --- | --- | --- | ------------------------------------------ | --------------------------------------------- | -------------------------------------------------------------------------- | ------------------- |
| Вазиристан                                                                                                | Пакистан, Федерально керовані племінні території агентств Північного і Південного Вазірістану | Національний гімн Ісламського Емірату Вазиристан | Інформація відсутня                        | Інформація відсутня                           | Інформація відсутня                                                        | Інформація відсутня |
| Курдистан, що складається з: Західний Курдистан Південний Курдистан Північний Курдистан Східний Курдистан | Сирія, частина провінцій Алеппо, Аль-Хасаке, Ар-Ракка, Дейр-ез-Зор Ірак, Іракський Курдистан Туреччина, частина ілів, що відповідають регіонам Східна Анатолія, Південно-Східна Анатолія Іран, остани Західний Азербайджан, Ілам, Керманшах, Курдистан | «Агов, вороже!» (сорані «ئەی ڕەقیب!» курд. «Ey Reqîb!»)                                                                                                | 1946                                       | Юнус Реуф (Дільдар), 1938                     | Інформація відсутня                                                        |                     |
| Нагірно-Карабаська Республіка                                                                             | Азербайджан, Джебраільський, Зангеланський, Кельбаджарський, Кубатлинський, Лачинський, Ходжалінський, Шушинський райони, частина Агдамського, Тертерського, Фізулінського, Ходжавендського районів, міста Ханкенді і Шуша                             | «Вільний і незалежний Арцах» (вірм. «Ազատ ու անկախ Արցախն»)                                                                                            | 23 грудня 1994                             | Вардан Акопян                                 | Армен Насібян                                                              |                     |
| Південна Осетія                                                                                           | Грузія, частина регіонів Шида Картлі, Мцхета-Мтіанеті, Імереті, Рача-Лечхумі та Квемо Сванеті | «Люба Осетіє!» (ос. «Уарзон Ирыстон!») | 5 травня 1995                              | Тотраз Кокайти                                | Фелікс Алборов                                                             | Інформація відсутня |
| Придністров'я                                                                                             | Молдова, Автономне територіальне утворення з особливим правовим статусом Придністров'я | «Ми славимо тебе, Придністров'я» (укр. «Ми славимо тебе, Придністров'я» кирилиця рум. «Слэвитэ сэ фий, Нистрене» рос. «Мы славим тебя, Приднестровье») | 1992                                       | Борис Парменов, Ніколас Божк, Віталій Пищенко | Мелодія з радянської пісні «Та хай живе наша держава», Бориса Александрова |                     |
| Республіка Абхазія                                                                                        | Грузія, частина Абхазької Автономної Республіки | «Перемога» (абх. «Аиааира») | 1992                                       | Геннадій Аламая                               | Валерій Чкадув                                                             | Інформація відсутня |
| Косово | Сербія, частина автономного краю Косово і Метохія | «Європа» (алб. «Europa» серб. «Европа») | 11 липня 2008                              | —                                             | Менді Менджикі                                                             |                     |
| Західна Сахара                                                                                            | Невизначений статус | «О сини пустелі» (араб. «يا بني الصحراء») | 1979                                       | Інформація відсутня                           | Інформація відсутня                                                        | Інформація відсутня |
| Сомаліленд                                                                                                | Сомалі, частина регіонів Аудаль, Вокоі Галбід, Тогдер, Санаг і Соль | «Довже життя з миром» (сом. «Samo ku waar») | 1997                                       | Хасан Шейх Мумін, 1997                        | Хасан Шейх Мумін, 1997                                                     |                     |
| Держава Сомаліленд                                                                                        | — | Гімн Держави Сомаліленд (сом. «Kaana Siib Kanna Saar»)                                                                                                 | 26 червня 1960—1 липня 1960                | —u                                            | Народна мелодія                                                            | Інформація відсутня |
| Тайвань (також відома як Республіка Китай)                                                                | КНР, провінція Тайвань | «Три народні принципи» (кит.: 中華民國國歌) | 16 червня 1937                             | Сунь Ятсен, 1924                              | Чен Маоюнь, 1928                                                           |                     |
| Тайвань (також відома як Республіка Китай)                                                                | «Гімн національному прапору» (спрощ.: 中華民國國旗歌; кит. трад.: 中華民國國旗歌; піньїнь: gúoqí gē) | 1937 | Невідомий автор (можливо Тай Чі-тао, 1937) | Хуан Цзи, 1936                                |                                                                            |                     |
| Північний Кіпр                                                                                            | Кіпр, частина районів Кіренія, Ларнака, Нікосія та Фамагуста | Відсутній. Використовується гімн Туреччини | —                                          | —                                             | —                                                                          | —                   |
| Шан | М'янма, штат Шан | Гімн Шан | Інформація відсутня                        | Інформація відсутня                           | Інформація відсутня                                                        | Інформація відсутня |
| Всього територій: 9                                                                                       | Всього держав: 7 | Всього гімнів: 9 | —                                          | —                                             | —                                                                          | —                   |